# Tetrastichus gahani
Tetrastichus gahani is een vliesvleugelig insect uit de familie Eulophidae. De wetenschappelijke naam is voor het eerst geldig gepubliceerd in 1962 door Costa Lima & Guitton.